# Paranannopus langi
Paranannopus langi är en kräftdjursart som beskrevs av Wells 1965. Paranannopus langi ingår i släktet Paranannopus och familjen Pseudotachidiidae. Inga underarter finns listade i Catalogue of Life.